# Okra (jezioro)
Okra (niem. Wucker See) – jezioro rynnowe w Polsce, położone w województwie zachodniopomorskim, w powiecie drawskim, w gminie Drawsko Pomorskie.
Akwen leży na Pojezierzu Drawskim, w granicach administracyjnych miasta Drawsko Pomorskie, otoczone zabudowaniami o charakterze rekreacyjno-wypoczynkowym.